# Servidão por contrato
Servidão por contrato é um empregado que, dentro de um sistema de servidão, está obrigado por um contrato (escritura) a trabalhar para um empregador particular, por um período fixo de tempo. O empregador muitas vezes permite atribuir o trabalho de um contratado a um terceiro. Pessoas nesta situação geralmente se comprometem, mediante  escritura, a um pagamento específico ou outro benefício, ou a cumprir uma obrigação legal, como a servidão por dívida. Em muitos países, sistemas de trabalho servis foram proibidos.
Entre metade e dois terços dos imigrantes brancos que foram para as colônias americanas entre os anos 1630 e a Revolução Americana estavam sob servidão por contrato. No entanto, apesar de quase metade dos imigrantes europeus nas Treze Colônias terem sido servos por contrato, quando eles foram superados, em número, pelos trabalhadores que nunca tinham sido escravos, ou quando suas respectivas escrituras expiraram, o trabalho assalariado livre passou a ser mais prevalente para os europeus nas colônias.